# 주기-광도 관계

고전적 세페이드 변광성에 대한 주기-광도 관계

주기-광도 관계는 천문학에서 맥동성 변광성의 밝기와 맥동의 주기 사이의 관계이다. 이 중에서 가장 잘 알려진 관계로는 고전적 세페이드 변광성에 대한 비례 법칙으로 레빗의 법칙(Leavitt's law)으로 종종 불린다. 1908년 헨리에타 스완 레빗이 발견한 이 관계에 의하여, 세페이드 변광성은 은하계 및 은하계 외 까지의 거리를 측정하기 위한 우주 기준의 기초 지표로 활용이 되었다.

## 역사

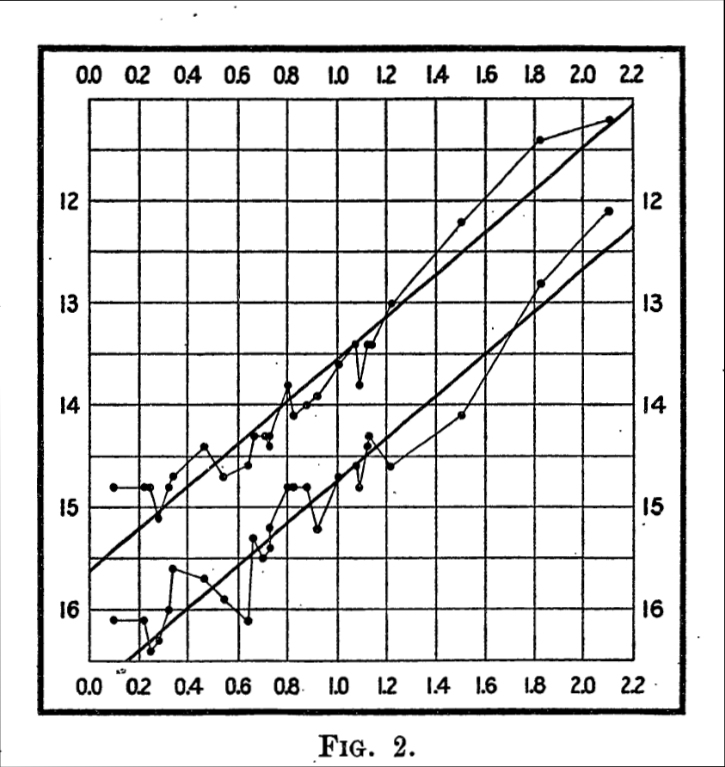
레빗의 1912년 논문의 도표. 가로축은 해당하는 세페이드 주기의 로그이고 세로축은 겉보기 등급이다. 그려진 선은 각각 별의 최소 밝기와 최대 밝기에 해당한다.

래드클리프 칼리지를 졸업한 레빗은 하버드 대학교 천문대에서 별의 밝기를 측정하고 분류하기 위해 사진건판을 검사하는 "계산수"(computer)로 일했다. 천문대 책임자인 에드워드 찰스 피커링은 페루 아레키파에 있는 하버드 천문대의 보이든 관측소에서 브루스 천체 사진기(Bruce Astrograph)로 찍은 사진판에 기록된 소마젤란 성운과 대마젤란 성운의 변광성 연구를 레빗에게 맡겼다. 레빗은 1777개의 변광성을 확인했고 그 중 47개를 세페이드 변광성으로 분류했다. 1908년 그는 밝은 변광성이 더욱 긴 주기를 갖는다는 점에 주목하여 하버드 대학의 《천문대 연감》(Annals of the Astronomical Observatory)에 그 결과를 발표했다. 이 작업에 기초하여 레빗은 1912년에 발행된 소마젤란 성운에 있는 25개의 세페이드 변광성 샘플의 주기와 밝기 사이의 관계를 주의 깊게 검토하였다. 이 논문에 대한 교신저자와  서명은 에드워드 피커링에 의해 이루어졌지만 논문의 첫 번째 문장에는 "이 논문은 미스 레빗에 의하여 준비된 것"으로 표기하고 있다.
1912년 논문에서 레빗은 항성의 겉보기 등급과 주기의 로그 값 사이의 관계를 그래프로 표시하고 다음과 같이 밝혔다.
최대값과 최소값에 해당하는 각 계열의 점들 사이에 직선을 쉽게 그릴 수 있으므로 세페이드 변광성의 밝기와 주기 사이에는 간단한 관계가 있음을 알 수 있다.(A straight line can be readily drawn among each of the two series of points corresponding to maxima and minima, thus showing that there is a simple relation between the brightness of the Cepheid variables and their periods.)

소마젤란 성운 내의 모든 세페이드 변광성이 거의 같은 거리에 있다는 단순화된 가정을 사용하면, 각 별의 겉보기 등급은 그 거리에 따라 일정한 양 만큼 이동이 된 절대 등급과 동일하다. 이러한 추론에 의하여 레빗은 주기의 로그값이 별의 내재적인 평균 광도(가시광선 영역에서 별에 의하여 방출되는 광량)의 로그값에 비례한다는 것을 확립할 수 있었다.
마젤란 성운까지의 거리를 당시에는 알 수 없었기 때문에 이 밝기에는 미지의 비례 계수가 있었다. 레빗은 일부 세페이드 변광성에 대한 광시차가 측정될  수 있을 것이라는 희망을 표명했다. 그녀가 결과를 보고한 지 1년 후, 아이나르 헤르츠스프룽은 우리은하에 있는 여러 세페이드의 거리를 측정했으며 이 보정을 통해 모든 세페이드 변광성까지의 거리를 결정할 수 있었다.
이 관계는 1918년 할로 섀플리가 구상 성단까지의 거리 및 구상 성단에서 발견된 성단 변광성의 절대 등급을 조사하는데 사용되었다. 일반적으로 세페이드로 알려진 몇개 유형의 맥동성 변광성에 대해서는 발견된 관계에 불일치가 있다는 점이 당시에는 거의 언급되지 않았다. 이러한 불일치는 안드로메다 은하 주변의 구상 성단에 대한 에드윈 허블의 1931년 연구에 의해 확인되었다. 해법은 1950년대까지 발견되지 않다가 이즈음에 비로소 유형 II 세페이드 변광성들이 유형 I 세페이드 변광성들 보다 체계적으로 어둡다는 것이 밝혀졌다. 군집 변광성(거문고자리 RR형 변광성)은 여전히 더 어두웠다.

## 관계
주기-광도 관계는 유형 I 세페이드; 유형 II 세페이드; 거문고자리 RR형 변광성; 미라형 변광성 ; 및 기타 장주기 변광성 등 다양한 유형의 맥동성 변광성에 대하여 알려져 있다. .

### 고전적 세페이드

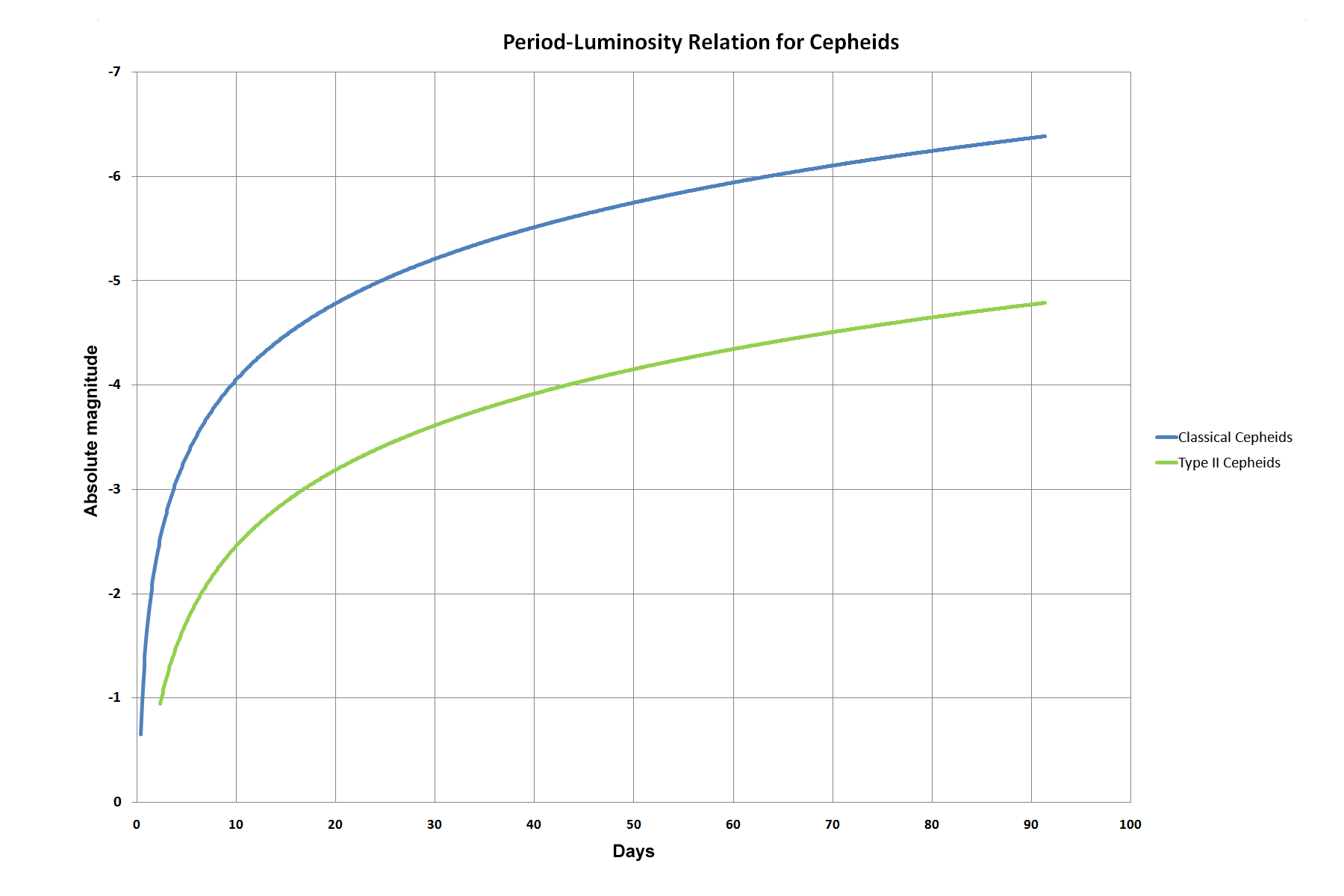
세페이드의 주기-광도 관계

고전적인 세페이드 주기-광도 관계는 아이나르 헤르츠스프룽을 시작으로 20세기 내내 많은 천문학자들에 의해 보정되었다. 주기-광도 관계를 보정하는 데는 문제가 있었다. 그러나 2007년 베네딕트 등(Benedict et al.)에 의해 가까이 있는 10개의 고전 세페이드에 대한 정확한 HST 시차를 사용하여, 확실한 은하계 보정이 확립되었다. 또한 2008년에 ESO 천문학자들은 광 에코(light echo)를 포함하는 성운으로부터의 광 에코를 사용하여 고물자리 RS형 세페이드(Cepheid RS Puppis)까지의 거리를 1% 이내의 정확도로 추정했다. 그러나 후자의 발견은 문헌에서 활발하게 논쟁이 되었다.
유형 I 세페이드의 주기 P 와 평균 절대 등급 M v 사이의 관계는 허블 우주 망원경에 의한 삼각 시차로부터 인근 세페이드 10개에 대해 설정되었다.
{\displaystyle M_{\mathrm {v} }=(-2.43\pm 0.12)\left(\log _{10}P-1\right)-(4.05\pm 0.02)\,}
P 의 단위는 일(날)이다. 다음의 관계식을 이용하여 고전적 세페이드까지의 거리를 계산할 수도 있다.

## 영향

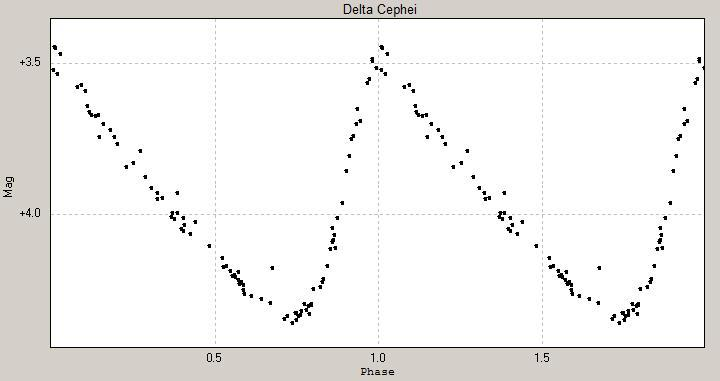
변광성 세페우스자리 델타의 위상 광곡선.

고전적 세페이드(집단 I 세페이드, 유형 I 세페이드 또는 델타 세페이드 변광성이라고도 함)는 수일에서 수개월 정도의 매우 규칙적인 주기로 맥동을 한다. 세페이드 변광성은 1784년 에드워드 피곳(Edward Pigott )에 의하여 처음에는 독수리자리 에타에서 최초로 발견되었고, 몇 달 후 존 구드릭은 고전적 세페이드 변광성의 시조인 세페우스자리 델타의 변동성을 통해 발견되었다. 세페이드 변광성의 대부분은 밝기의 급격한 증가와 급격한 반전을 보이는 독특한 광도 곡선 모양으로 식별된다.
고전적인 세페이드는 태양보다 4-20배 더 무겁고 최대 100,000배 더 밝다. 이 세페이드는 분광 등급 F6 – K2의 황색 거성 및 초거성이며 맥동 주기 동안 반지름이 10% 정도 변한다.
마젤란 성운의 세페이드에 대한 레빗의 연구는 그녀로 하여금 세페이드 변광성의 광도와 주기 사이의 관계를 발견하도록 이끌었다. 그녀의 발견은 천문학자들에게  원거리의 은하까지의 거리를 측정하는 최초의 표준 촉광을 제공했다. 세페이드는 안드로메다와 같은 다른 은하에서도 곧 발견되었으며(특히 1923-1924년에 에드윈 허블에 의하여), "나선성운"이 우리은하에서 멀리 떨어진 독립적인 은하라는 증거의 중요한 부분이 되었다. 레빗의 발견은, "대논쟁" 과정에서 할로 섀플리에 의하여 태양이 은하 중심에서 이동되고 그후 허블에 의하여 우주의 중심에서 우리 은하가 이동되는 등, 우주론에서 근본적 변화가 일어나는 기초가 되었다. 주기-광도 관계는 은하간 척도에서 거리를 정확하게 측정할 수 있는 방법을 제공하여 우주의 구조와 규모에 대한 이해와 함께 현대 천문학의 새로운 시대를 열었다. 조르주 르메트르와 허블에 의한 팽창하는 우주의 발견은 레빗의 획기적인 연구에 의하여 가능하게 되었다. 허블은 레빗이 그의 업적으로 노벨상을 받을 자격이 있다고 종종 말하곤 했는데, 1924년 당시 그녀는 이미 3년 전에 암으로 사망했기 때문에 노벨상 후보가 될 자격이 없었음에도 스웨덴 과학 아카데미 회원은 그녀를 노벨상 후보로 추천하였다.